# اوکامپو، کامارینه جنوبی
اوکامپو، کامارینه (به لاتین: Ocampo, Camarines Sur) یک منطقهٔ مسکونی در فیلیپین است که در کامارینه جنوبی واقع شده‌است.